# Пидмонт-блюз
Пидмонт-блюз (англ. Piedmont blues), также «Восточный блюз», «Юго-Восточный Блюз» — разновидность кантри-блюза США. Пидмонтский блюз, отличительной особенностью которого является влияние регтайма, заметно отличается от других разновидностей блюза, таких как например дельта-блюз, техасский блюз и чикагский блюз.

## Происхождение пидмонт-блюза
.

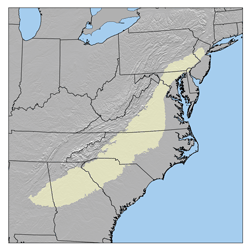
Плато Пидмонт на карте США

Пидмонт-блюз получил своё название от плато Пидмонт на юге США. Границы плато не совпадают с регионом, где зародился и получил развитие пидмонт-блюз: принято считать, что эта область простирается от Данвилла, штат Виргиния до Атланты, штат Джорджия. Протяжённость региона примерно 520 километров с северо-востока на юго-запад; ширина его колеблется от 110 до 160 километров.. Термин «piedmont blues» ввёл в оборот американский фольклорист и исследователь блюза Брюс Бастин, чтобы описать «музыку прибрежной равнины, простирающейся от предгорий Аппалачей до Атлантики, и от Виргинии вниз через Северную и Южную Каролину, Джорджию до Флориды».. Как и дельта-блюз, пидмонт-блюз возник в среде в основном чернокожего населения местности, занятого работой в этом случае на табачных плантациях. «Блюз играли в амбарах для обработки табака по ночам, пока на кострах обжаривались табачные листья до тех пор, пока они не приобретали нужный оттенок и текстуру, а также на складах табака во время аукционного сезона»
Исследователи сходятся в том, что блюзовый стиль Пидмонта, в котором собственно блюз смешивался с другими видами народной музыки, возник в связи с тем, что сегрегация чернокожего населения на этой территории была менее выражена чем на Юге США.
В холмах, посреди маленьких ферм, мельниц, лагерей шахтёров и железнодорожников, в сельской части Восточного побережья Пидмонта, между побережьем Тайдуотер и Аппалачами в Виргинии, обеих Каролинах и Джорджии, чёрная и белая экономическая и культурная модели значительно перекрывают друг друга - больше, чем в соседних районах или на Глубоком Юге. Пидмонт-блюз отражает это, сочетая следы госпел, скрипичных мелодий, блюза, кантри и регтайма в своём переливающемся, роскошном звуке  
Оригинальный текст (англ.)Among the rolling hills, small farms, mills, and coal and railroad camps of the rural East Coast Piedmont, between Tidewater coast and the Appalachian Mountains of Virginia, the Carolinas, and Georgia, black and white economic and cultural patterns have overlapped considerably -- more so than in the nearby areas or the Deep South. Piedmont blues styles reflects this, meshing traces of gospel, fiddle tunes, blues, country, and ragtime into its rolling, exhuberant sound
Профессор Университета Мэриленда Барри Ли Пирсон называет пидмонтский блюз результатом общей культурной истории и музыкальных моделей среди чёрных и белых сообществ региона, увековечением более ранних традиций струнных оркестров общих для обоих сообществ, и более широкого социального взаимодействия между чёрными и белыми музыкантами, которое сильно отличается от глубоко изолированного региона Дельты.
Высказывается предположение, что сильное влияние регтайма на пидмонтский блюз объяснялось более урбанизированным характером местности Пидмонта, близостью музыкантов к крупным городам, где регтайм в 1920-е годы был уже популярен. Кроме того, отмечается, что возможно если на Западе региона не было бы горного массива Аппалачи, то миграция афроамериканцев с Глубокого Юга была бы более значительной, что могло привести к более традиционному звучанию блюза, чем звучание пидмонт-блюза
Указывается что «[в начале XX века] табачная и текстильная промышленность Северной Каролины процветали, а городское население начало расти. Фабрики и склады предоставляли помещения рабочим, готовым тратить зарплату из своего кармана на музыкальные развлечения после долгих часов работы. Рабочие, фермеры и другие люди, которые собрались вместе в таких центрах, как Дарем, Северная Каролина, были как чёрными, так и белыми, и музыка, которая развивалась там (а также в окружающей сельской местности), имеет свои корни в обеих культурах». Несмотря на более ярко выраженный «городской» характер пидмонт-блюза в сравнении с иными формами традиционного блюза, он так или иначе, относится к кантри-блюзу: его играли на домашних вечеринках по выходным, деревенских играх, уборке кукурузы, рубке дров и других общественных мероприятиях
Корни пидмонт-блюза, как и любого другого, лежат в рабочих песнях, спиричуэлс, проповедях, полевых криках и балладах, распространённых среди чернокожего населения США. В Пидмонте на блюз сильно повлияли традиции «белой» музыки — традиции струнных оркестров и использование гитары. Образцом для гитарного стиля послужила фортепианная музыка в стиле регтайм 1890-х и 1890-х годов. Шоу менестрелей, медицинские шоу и труппы, играющие водевили служили средством взаимодействия между чёрными и белыми исполнителями… Распространение блюза через пластинки, а позже и через радио, ещё больше смешало различные жанры в рамках пидмонт-блюза.
Стилистика пидмонт-блюза настолько разнообразна, что некоторые исследователи, изучавшие тему, пришли к выводу, что они не обнаружили пидмонтский блюз, а нашли индивидуальных исполнителей, чья стилистика, хоть и находится в каких-то общих рамках, отличается друг от друга
Расцвет пидмонт-блюза пришёлся на 1920—1940 годы. Так как пидмонт-блюз был популярен не только среди чернокожего населения США, но и среди белых, он неплохо продавался, соответственно — записывался. Так например, обработка блюза Bottle Up and Go в пидмонт-стиле, выпущенная в исполнении Блайнд Бой Фуллера в 1940 году под названием Step It Up and Go, разошлась немыслимым по тем временам тиражом в полмиллиона экземпляров.

## Отличительные особенности пидмонт-блюза

### Музыка

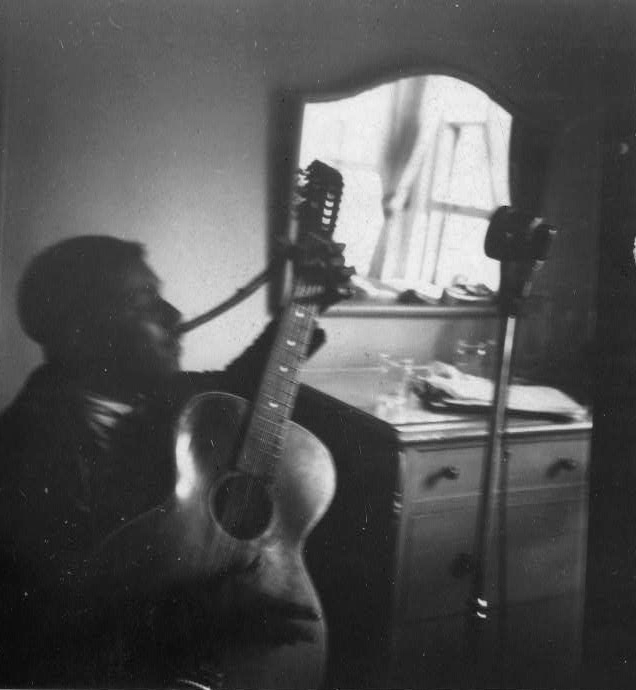
Блайнд Вилли МакТелл во время записи

В отличие от дельта-блюза, в большей степени развивавшегося как сольное творчество, пидмонт-блюз, объединяя ряд музыкальных жанров (блюз, регтайм, кантри, блюграсс), чаще чем дельта-блюз исполнялся группой-комбо. Отсюда и большее количество инструментов, которые могли были быть задействованы в выступлении. Основным инструментом являлась акустическая гитара, нередко 12-струнная, при этом иногда использовался медиатор (на большом пальце). Вместе с тем, исполнители пидмонт-блюза играли и на других инструментах, таких как скрипка, банджо и губная гармоника. Также для пидмонт-блюза характерной является разнообразная перкуссия.
Наиболее характерным приёмом игры на гитаре в пидмонтском блюзе является пальцевый метод, при котором большой палец чередует басовую линию в ритмическом порядке (walking bass) с игрой остальными пальцами на высоких струнах. Характерной особенностью гитарной техники является одновременный щипок верхней струны большим пальцем и одной из нижних струн указательным пальцем. По звучанию такой стиль сравним с регтаймом на фортепиано, а игра музыканта чем-то напоминает технику игры на банджо. Очевидно что такая манера игры на гитаре возникла путём соединения гармонии традиционной блюзовой гитары, обрамляющей вокальную партию, с техникой игры на таких инструментах, как банджо и салонная гитара (гитара меньшего размера, популярная в США до 1950-х годов). Если сравнивать пидмонт-блюз с дельта-блюзом, то немногие исполнители последнего играли в таком стиле, в особенности это касается воспроизведения мелодии на всех высоких струнах.. Слайд-техника, часто используемая в иных видах блюза, в пидмонт-блюзе является редкой.
Поскольку на пидмонт-блюз повлияло гораздо большее количество жанров чем на любой другой блюз, его исполнение было менее каноничным и более разнообразным. Сильно синкопированный гитарный стиль тесно связан с более ранней, чем пидмонтский блюз, традицией струнных оркестров, объединяющей песни в стиле рэгтайм, блюз и кантри.. Для пидмонт-блюза также характерна традиционная 12-тактовая форма, но гармония пидмонт-блюза могла быть вариативной: так например могли присутствовать неравномерность, странные смены аккордов, гемиолы, музыкальные фразы длиной в пять тактов вместо четырёх.
I even went down in my praying ground/
Я даже опустился наземь помолиться

Dropped down on bended knees/
Упал на согнутых коленях

I even went down in my praying ground/
Я даже опустился наземь помолиться

Dropped down on bended knees/
Упал на согнутых коленях

I ain't crying for no religion/
Я не умоляю ни о какой вере 

Lordy, give me back my good girl please/
Боженька, верни мне мою хорошую девочку, пожалуйста
Темп исполнения, характерный для пидмонт-блюза, более быстрый, нежели для других форм блюза, и часто носит танцевальный характер. Указывается даже что: «пытаясь определить, настоящий ли это пидмонт-блюз, стало хорошим показателем просто спросить друг друга: способны ли вы танцевать под это? Если ответ отрицательный, скорее всего, это не пидмонт-блюз. Помимо особого стиля игры, в пидмонт-блюзе чаще всего есть темп, под который вы можете танцевать. Этим он обязан своему предшественнику, регтайму, и своему соседу, блюграсс, эти оба стиля выработались для музыкального сопровождения танцев».

### Лирика
Лирика пидмонт-блюза как правило не слишком тяжелая или пессимистическая, а в большей степени личная и эмоциональная. «Пидмонт, с его упругим темпом и шаффлом, которые мы не слышим в блюзе Глубокого Юга, находится на светлом краю блюзового спектра». Этта Бейкер, известнейшая исполнительница пидмонт-блюза, будучи в преклонном возрасте сказала, что «Мне нравится пидмонт-блюз, потому что он более весёлый, более счастливый [в сравнении с дельта-блюзом]…Я думаю, он воздействует на твоё состояние больше чем пища…Я нахожу в нём много счастья»
Сравнивая вокальное исполнение дельта-блюза и пидмонт-блюза, Пинк Андерсон, блюзмен из Каролины сказал, что «Певец из залитой ослепляющей солнцем Дельты Миссисипи как будто выплёскивает свой гнев и свою боль, в то время как певец из Каролины как будто поёт, меланхолично пожимая плечами»

## Последующее влияние
Пидмонт-блюз не так известен, как иные стили блюза, отчасти потому что ему не хватает легенды. «В Пидмонте не продают души, не переезжают на Север, чтобы стать электрическим и породить рок-н-ролл и ритм-энд-блюз». Вместе с тем, влияние пидмонт-блюза на музыку огромно: от самой ранней кантри-музыки до первых альбомов Боба Дилана до репертуара Grateful Dead.. Также пидмонт-блюз повлиял на творчество The Allman Brothers Band.

## Известные исполнители

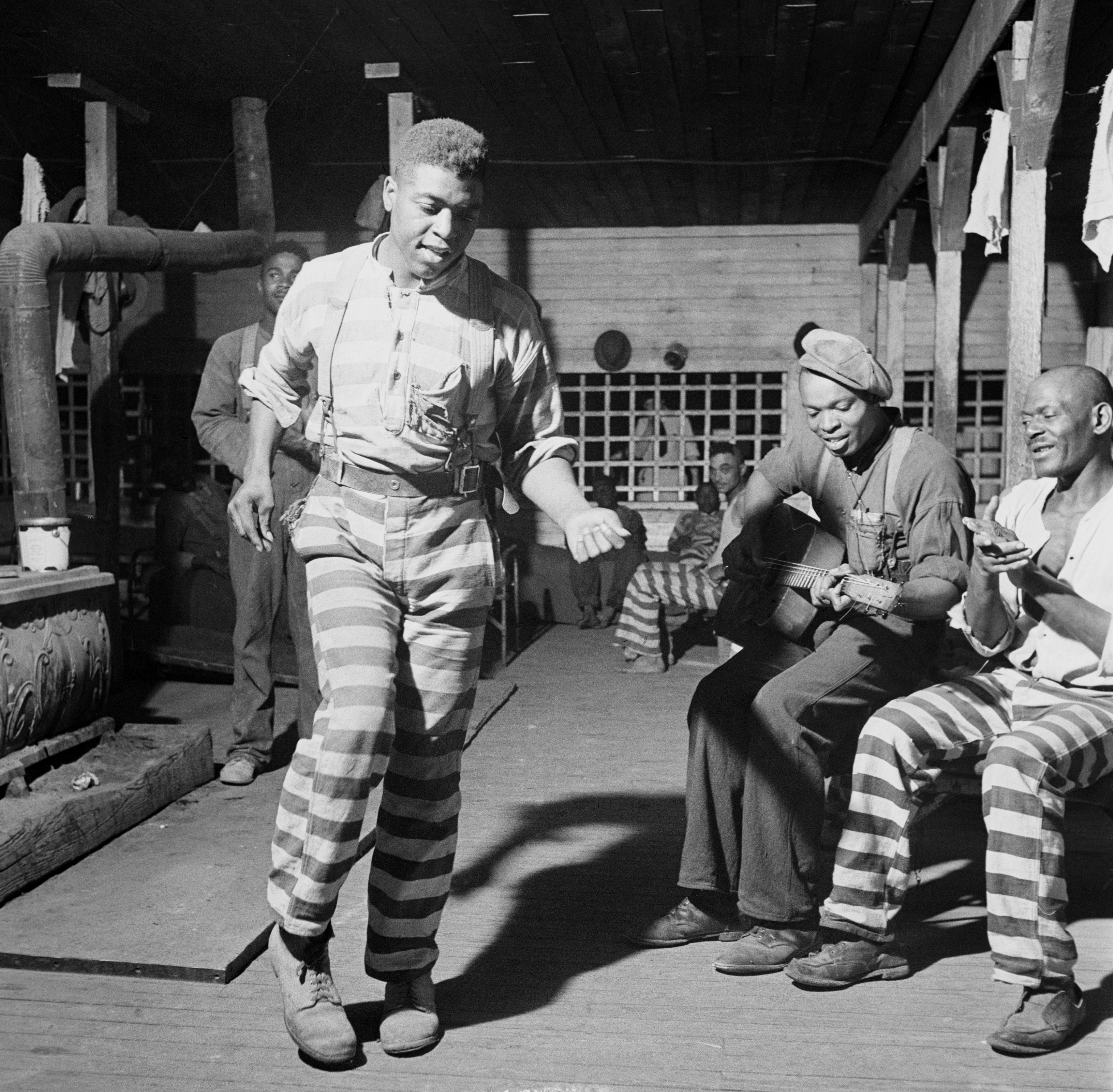
Бадди Мосс (играет на гитаре) в каторжном лагере

Блайнд Блэйк (1896—1934), слепой от рождения блюзмен. Утверждается что возможно именно он был разработчиком типичной для пидмонт-блюза пальцевой игры — эквивалента фортепиано в регтайме, и что мало кто мог повторить его игру. «Любой, кто слышит его игру, не может быть не поражён его искренностью и нежностью». Также в конце 1920-х — начале 1930-х он был самым записываемым блюзменом в Paramount Records и более того, стал первым сессионным блюзменом на студии, участвуя в записи многих блюзовых хитов того времени. Он пел блюзы прекрасным тенором среднего тона, но всё же более признан как инструменталист. Большая часть его песен была пронизана двусмысленностью, однако мрачные мотивы насилия также оставили свой след в его творчестве. Из обширного перечня его работ выделяются West Coast Blues, Early Morning Blues, Too Tight Blues, Skeedle Loo Doo Blues, That Will Never Happen No More, Southern Rag, Diddie Wa Diddie, Police Dog Blues, Playing Policy Blues и Righteous Blues.
Блайнд Бой Фуллер (1907—1941), также слепой (полностью ослепший к 1928 году) музыкант. Игравший на стальной гитаре National (в том числе и сравнительно редким для пидмонт-блюза талантливым исполнением в слайд-технике), отличался обширным репертуаром, включавшим в себя как блюзы, так и поп-музыку того времени. Голос у Блайнд Бой Фуллера был прямым, грубым, уверенным и членораздельным, «с честностью в которой не хватало сентиментальности». Лирика певца зачастую крайне откровенна, в его репертуаре значительное место занимал хокум-блюз, за что музыкант неоднократно критиковался.. Тематика песен была разнообразной: «от ломбарда до тюрьмы; от постели до кладбища; от любви до разочарования; от развлечений к болезни и смерти» Музыкант часто критиковался как «производный» музыкант, а не как композитор. Вместе с тем, его талант интерпретации традиционных и современных песен привлекал к нему большую аудиторию. Блайнд Бой Фуллер в период с 1935 по 1940 год много записывался и оставил после себя около 150 песен, из которых надо отметить кавер Step It Up and Go и Red River Blues.
Блайнд Вилли Мактелл (1898—1957), ослепший полностью в подростковом возрасте музыкант. Искусный слайд-гитарист, что было необычно для пидмонт-блюзменов, c мягким выразительным, непринуждённым, несколько гнусавым тенором, называется также одним из лучших певцов в блюзе. Прилежный и высококвалифицированный музыкант, чьи навыки выходили за рамки блюза, Вилли Мактелл был одинаково искусен в регтайме, спиричуэлс, кантри и поп-музыке. Он много гастролировал по Югу США. С началом карьеры в звукозаписи использовал почти исключительно 12-струнную гитару, демонстрируя на ней живую и элегантную слайд-технику. Музыкант много записывался (под разными псевдонимами), начиная с середины 1920-х и заканчивая серединой 1950-х. Творческое наследие музыканта составляет около 120 песен, из которых выделяются Statesboro Blues, Broke Down Engine Blues, Lord, Send Me an Angel.
Этта Бейкер (1913—2006), певица и гитаристка смешанного, афроамериканско-ирландско-индейского происхождения. До своего замужества в 1936 году она играла в основном для домашних (что было характерно для женщин, исполнявших пидмонт-блюз в целом), после замужества оставила публичные выступления полностью. В 1956 году вновь занялась музыкой и после этого записывалась и выступала вживую даже после своего 90-летия. Этта Бейкер играла на гитаре (предпочитая 12-струнную) и банджо в своих выступлениях концентрировалась в большей степени на исполнении инструментальных композиций, нежели на пении, стремясь к чистоте игры. Синкопированный гитарный стиль Этты Бейкер, исполненный двумя или тремя пальцами, напоминает Элизабет Коттен, преподобного Гэри Дэвиса и Блайнд Бой Фуллера. One Dime Blues, Broken-Hearted Blues, версия Railroad Bill могут служить примерами творчества Этты Бейкер
Также известными представителями пидмонт-блюза являются например Пинк Андерсон (имя музыканта — первая часть названия группы Pink Floyd), Элизабет Коттен, Гэри Дэвис, Миссисипи Джон Хёрт, Брауни МакГи, Джон Джексон, группа Cephas & Wiggins